# テクノメディカ
株式会社テクノメディカ（Techno Medica Co., Ltd.）は、神奈川県横浜市都筑区に本社を置く医療機器メーカーである。

## 製品
- 採血管準備装置
  - BC・ROBO-888
  - BC・ROBO-8000RFID
  - BC・ROBO-8001
  - BC・ROBO-6
  - BC・ROBO-7

- 検体検査装置
  - GASTAT-1800シリーズ
  - GASTAT-700シリーズ
  - GASTAT-navi
  - STAX-5
  - STAX-6

- 尿分注装置
  - UA・ROBO-2000
  - UA・ROBO-2001A
※定性機能付き

- 赤血球沈降速度測定装置
  - Quickeye-8
  - ESR-6000BP

- 採血支援システム
  - アシスト・ソリューション

- 検体管理
  - TRIPS
  - u-TRIPS

- その他オプション装置
  - HARN-710

## 沿革
- 1987年 - 株式会社テクノメディカを設立。
- 1996年 - 本社社屋竣工。
- 2003年 - 日本証券業協会に株式を店頭登録。
- 2004年 - ジャスダックに上場。（2007年4月13日上場廃止）
- 2007年3月12日 - 東京証券取引所2部に上場。
- 2008年3月24日 - 東京証券取引所1部へ指定替え。
- 2023年10月20日 - 東京証券取引所スタンダード市場へ市場変更。